# Кересаг
Кересаг — деревня в Ленском районе Архангельской области. Входит в состав Сафроновского сельского поселения.

## География
Находится в юго-восточной части Архангельской области на расстоянии приблизительно 13 км на юг-юго-запад по прямой от административного центра района села Яренск на левом берегу Вычегды.

## История
В 1969 году деревня еще не входила в список населенных пунктов района.

## Население
Численность населения не была учтена как в 2002 году, так и в 2010.